# Halocoryne epizoica
Halocoryne epizoica är en nässeldjursart som beskrevs av Hadzi 1917. Halocoryne epizoica ingår i släktet Halocoryne och familjen Halocorynidae. Inga underarter finns listade i Catalogue of Life.